# 신국론
『이교도와 대결하는 신의 도성』(라틴어: De Civitate Dei contra Paganos 데 치비타테 데이 콘트라 파가노스[*]), 통칭 『신국론』(神國論, 라틴어: De Civitate Dei 데 치비타테 데이[*])은 5세기 초에 쓰여진 아우구스티누스 후기 주요 저작이다. 세계가 창조된 이후의 역사를 지상의 나라와 신의 나라라는 두 개의 역사로 구별하여 서술한다. 모두 22권으로 이루어져 있으며, 전반부 10권은 제신에 대한 희생제의와 관련하여 그리스도교와 모순되는 두 가지 그릇된 견해를 반박하고, 후반부 12권은 하느님의 나라와 이 세상 나라로 나누어 그 기원, 경과 및 발전과 결말을 각기 다루며 그리스도교의 구원사를 구상한다. 이 말은 성서에 등장하는 어구로, 아우구스티누스의 저서 뿐만 아니라, 모든 기독교에서 사용한다.

## 집필 동기
집필의 직접적인 동기는 410년 아라리크가 이끄는 서고트족이 행한 로마시의 약탈에 있다. 당시 정치적인 중요성은 상실되었으나 로마제국의 영광을 상징하는 의의를 갖고 있어서 신성불가침의 도시로 여겨지던 로마의 함락은 제국의 전 국민에게 대단한 충격을 주었고, "세계의 빛은 꺼졌다… 로마시의 멸망은 결국 전 인류의 멸망이다"(히에로니무스)라고 말했을 정도였다. 이에 민심의 밑바닥에 끈질기게 살아 있던 전통적 이교신앙, 곧 모든 재앙은 하느님의 노여움이라는 고대 로마적 신앙이 표면화되어 그 책임을 그리스도 교도에게 돌리는 논의가 재연되었다. 이는 4세기간 이교(異敎)가 정치적·사회적 세력으로서는 대패하였지만 사상적으로는 결코 압도되지 않았음을 보여주는 것이다. 게다가 그리스도 교도도 가끔 동일한 이론적 기반에 서려고 하였다. 아우구스티누스는 정신적 지도자로서 이 위기에 대처할 길을 제시하라는 요구를 받았다. 이 책은 이러한 요구에 대한 응답이다

## 내용
1-5권은 재앙을 그리스도 교도에 의한 다신교 제사의 금지에 돌리려는 주장을 배격하고, 6-10권에서는 이러한 재앙은 과거에도 있었으며, 신들에게 희생을 바친다 해도 이러한 재앙을 막을 힘이 생기기지 않는다는 것을 말하고 있다. 곧 이 책 전반부는 타설의 반박이며, 자기의 주장은 후반에 적극적으로 개진하고 있다. 11-14권에서 이 세상에 나그네로 머무르고 있는 영광스러운 '신의 나라'와 끊임없는 지배를 구하는 지배욕에 사로잡힌 '지상의 나라'의 영원을, 15-18권은 이 두 나라의 발전을, 마지막 네 권은 이러한 발전의 귀착을 각각 보여준다. 그는 목전에 일어난 재앙을 사실(事實)로 인식하였으나 그렇다고 제국의 전도에 대해 비관적인 결론을 맺지는 않는다. 오히려 이 사실의 참된 역사적 의의를 고찰한다. 그 자신에 있어서는 외부 세계의 격동은 내면적인 사상적 성숙의 과정과 복잡하게 얽혀 있었다. 그것은 젊은 날에는 마니교의 2원론, 또는 신플라톤주의에서 구했던 악의 문제에 대한 철저한 해명이 되었다. 역사에 일어나는 재앙(惡)은 역사를 지배하며 '썩은 것'을 잘라내고, 살려야 핦 것은 모두 남겨놓고 또한 새로운 창조를 하는 하느님의 의지에서 생긴다는 관점이 여기에 제시되어 있다.
로마의 함락은 고트인에 의한 것이 아니라 하느님에 의해서 이루어진 것이다. 역사 위에 심판을 내린다는 하느님에 대한 개념은 고대 유대의 경세(警世)의 예언자들에게서도 찾아볼 수 있다. 그러나 아우구스티누스는 시대가 그리스도교를 신봉하고 있는 때인만큼 옛날보다는 현재의 상태가 낫다고 긍정하는 낙관주의로 나아가지는 않는다. 세계의 사상(事象)을 신의실현(神意實現)의 발전과정으로서 해석하고 있다. 역사는 단순한 사실의 연속·숙명, 또는 유물적 인과율(唯物的因果律)의 발전이 아니라, 인간의 도덕적 의지에 자유로운 선택을 허용하면서도 일체가 예정된 경로를 밟는다는 영적 의의를 가진 사건의 연속이다. 역사의 이러한 의미에 눈을 뜰 때 인간은 하느님과의 일치냐 배반이냐, '신의 나라'와 '지상의 나라' 중 어느 쪽을 따르느냐 하는 것이 역사의 현실 속에서 요구되는 것이다. 이러한 사상은 그리스도교의 지반으로부터 산출된 사상 최초의 역사철학이며, 두 개 나라(要素)의 대립을 포함하고 역사는 발전한다는 역사관은 중세에 일관됨은 물론 17세기 계몽주의시대가 되기까지 서양의 역사사상(歷史思想)에서 가장 기본적인 저류를 이루는 것이 되었다.

## 목차
제1부 (제1~10권)
- 제1~5권 (로마에 대한 비판)
  - 제1권 시대의 재앙과 하느님의 섭리
  - 제2권 그릇된 도덕을 낳은 다신숭배
  - 제3권 로마사의 비판적 회고
  - 제4권 제국 성장에 아무것도 못해 준 많은 신들
  - 제5권 운세의 이치가 있는가 없는가
- 제6~10권 (이교도 철학에 대한 비판)
  - 제6권 참 행복에 아무 도움도 못 되는 신들
  - 제7권 신들에 관한 자연주의 해석과 참 행복
  - 제8권 그리스도와 철학자들의 가르침에 나타난 중개자의 역할
  - 제10권 영원한 생명의 종교

제2부 (제11~22권)
- 제11~14권 (2개의 나라의 기원)
  - 제11권 하느님이 시간 속에 창조한 세계와 천사
  - 제12권 천사와 인간 창조
  - 제13권 영원한 생명의 복원인 인간의 구속
  - 제14권 범죄 후 인간의 행태에서 나온 두 도성
- 제15~18권 (그들의 역사 또는 진보)
  - 제15권 두 도성의 전개: 카인과 아벨부터 대홍수까지
  - 제16권 하느님 도성의 초기사: 노아부터 다윗까지
  - 제17권 예언자 시대의 하느님 도성
  - 제18권 역사 진행 속의 두 도성 비교
- 제19~22권 (마땅히 누려야 할 운명들)
  - 제19권 선의 목적은 하느님 안의 평화
  - 제20권 최후심판에서 닥칠 일들
  - 제21권 종말의 징벌
  - 제22권 육신의 부활과 영원한 생명

## 같이 보기
- 국부론